# شخشوخة

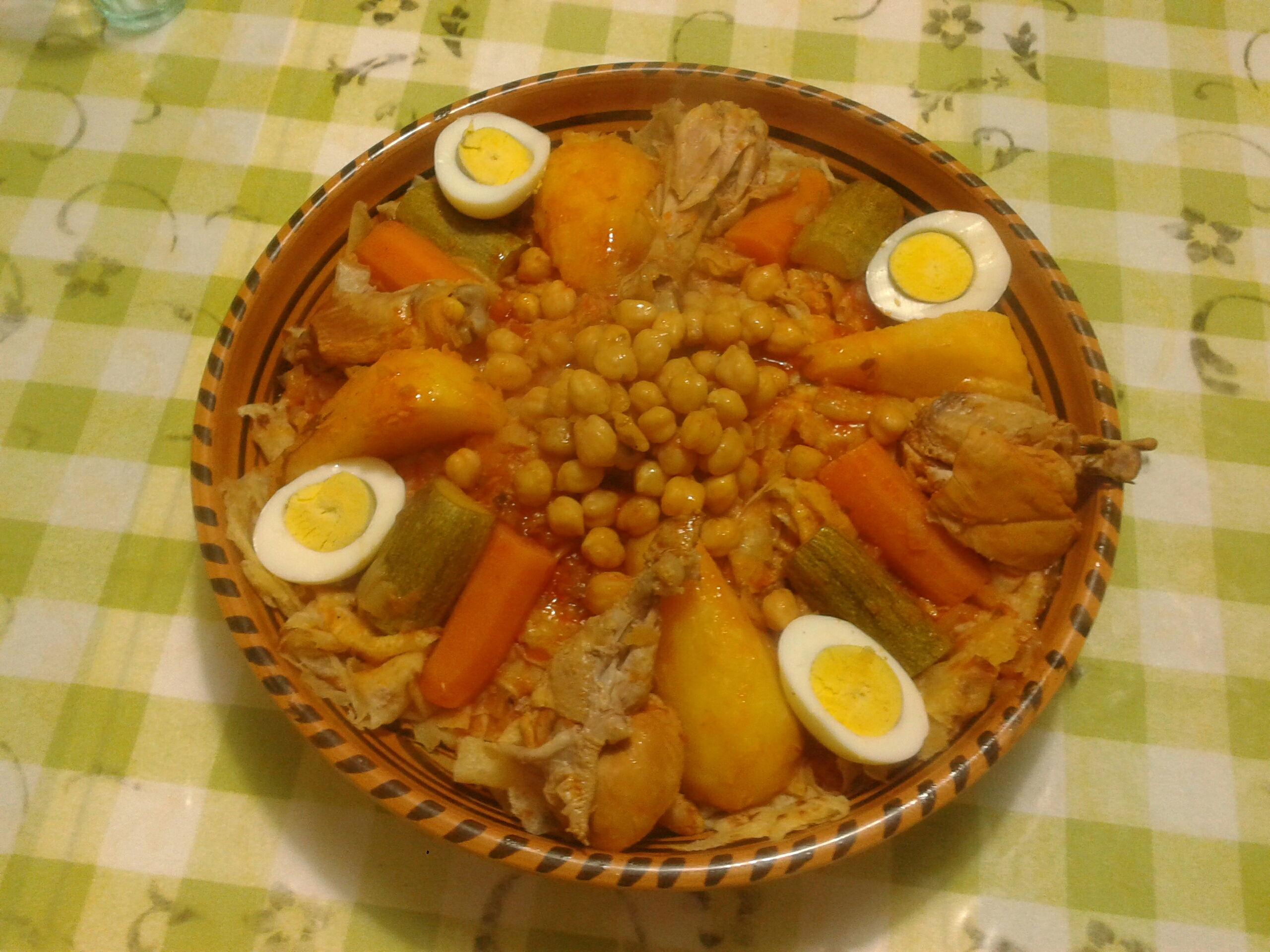

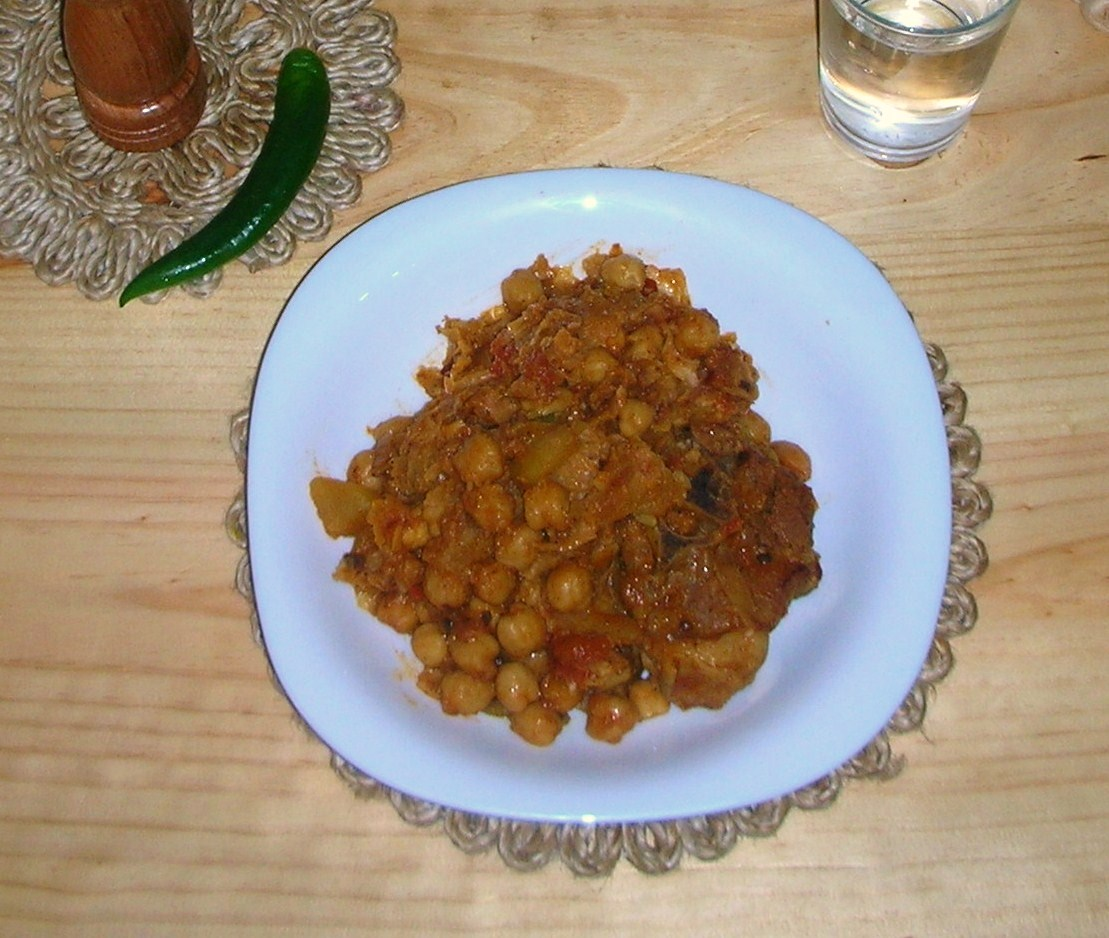

الشخشوخة هي أكلة شعبية جزائرية مشهورة وخصوصا في مدينة قسنطينة ومدينة المسيلة ومدن الشرق الجزائري كباتنة وخنشلة وعنابة بسكرة وسطيف وحتى مدن السهوب كالجلفة والأغواط، تُطبخ في المناسبات خاصة الأعراس والأعياد .

## المقادير
المرقة :
مقادير المرق:
دجاجة مقطعة، 4 حبات طماطم حمراء، 3 حبات بصل، 2 ملاعق طماطم مصبرة، حمص مشمخ، 4 ملاعق زيت، ملعقة صغيرة فلفل أسود، ملعقتين صغيرتين فلفل أحمر، عود قرفة، راس حار.
مقادير العجينة:
3 كيلات سميد متوسط، كيلة فرينة، ملح، ماء.

## الطريقة
طريقة التحضير:

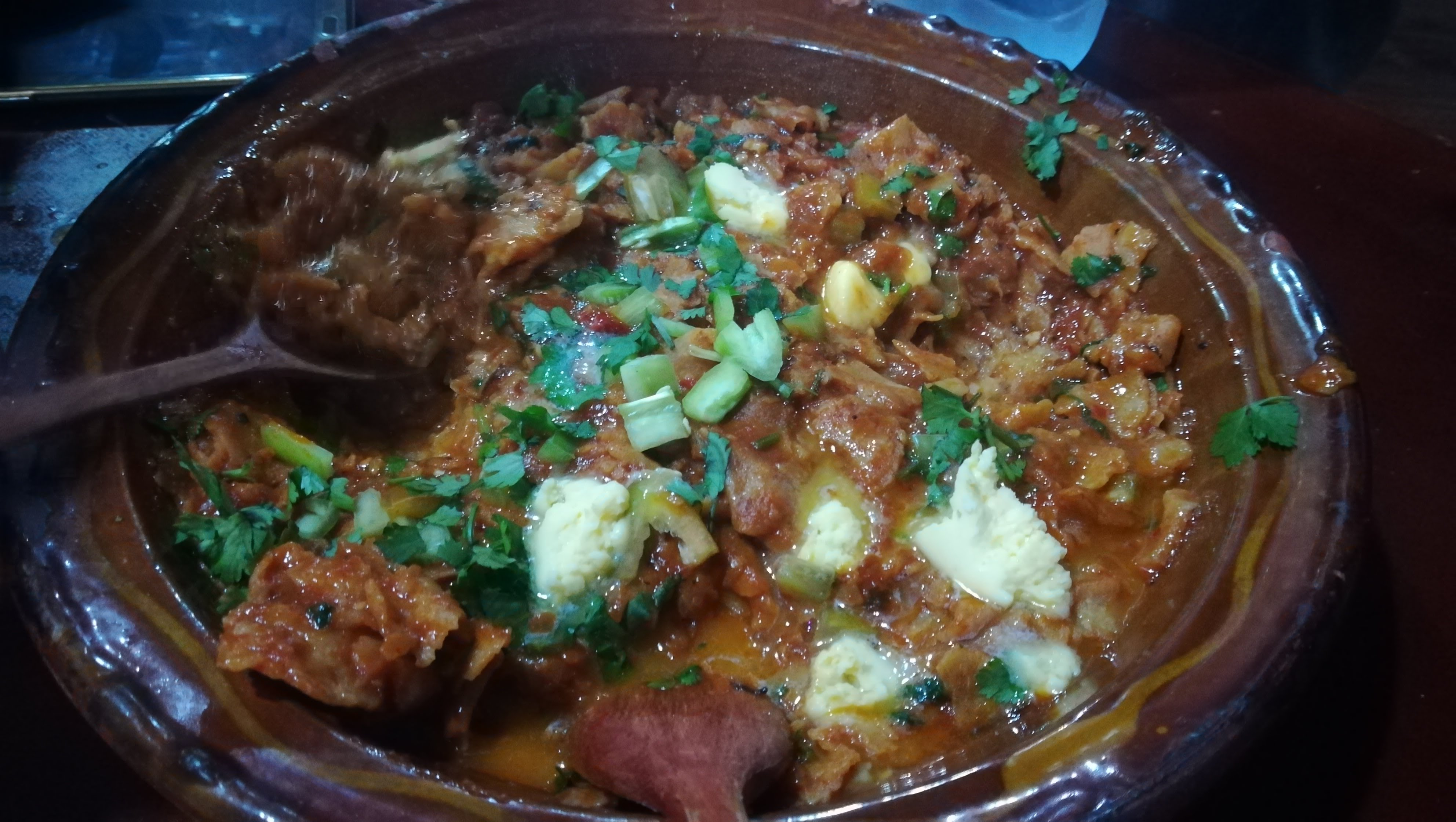
طبق الشخشوخة المسيلية

ـ غربلي الطحين والدقيق في إناء ثم ضعي حفرة في وسط واسكبي نصف كاس ماء اعجني العجينة حتى تصبح متجانسة وسهلة الاستعمال، غطيها واتركيها ترتاح لمدة 4 ساعات.
ـ بعد ان ترتاح العجينة جيدا شكلي كويرات واتركيها ترتاح ساعة زمن.
ـ بعد ذلك سطحي الكريات وافرشيها حتى تصبح على شكل رقائق وضعيها في مقلاة أو إناء خاص بالشخشوخة مدهون بزيت وفور نضجها انزعيها حتى لا تفقد صفة الشفافية وفتتيها.
ـ اطهي أطراف الدجاج مع الزيت وفي قدر أضيفي البصل المفروم والطماطم المقطعة إلى قطع صغيرة مع الملح والفلفل الأسود والأحمر والقرفة والحار والطماطم المصبرة.. أضيفي نصف لتر واستمري في الطهي على نار هادئة.
ـ عندما يصل الدجاج إلى نصف الطهي أضيفي الحمص المنقوع والمطهو في طنجرة الضغط واتركيها تكمل الطهي.
ـ في نهاية الطهي ضعي بض المرق في صحن وضعي عليهم رقائق الشخشوخة، ثم أضيفي المرق وزيني بالدجاج والحمص.

## العجينة
مقادير العجينة:
3 كيلات سميد متوسط، كيلة فرينة، ملح، ماء.

## طريقة التحضير
- نخلط المكونات معا ونعجنها جيدا
- نقسمها إلى كريات صغيرة تم نرقق كل كرية بالزيت ونطبخها في الطاوة وهي دائرة حديدية تشبه الصينة
- وعندما تطبخ نفتتها إلى قطع متوسطة الحجم
- ونضعها في صحن ثم تسقى بالمرق اللذيذ وشهية طيبة.

أما على الطريقة السطايفية فنقوم بتفتيتها ثم نضعها فالكسكاس لتتبخر ثم نضعها في الصحن ونمرقها

## ثقافة الشخشوخة
انتشرت محلات بيع الشخشوخة والدوبارة والزفيطي في المجتمع الجزائري وأصبحت هناك ديكورات وخيم وكراسي خاصة.